# Wskaźnik (typ danych)

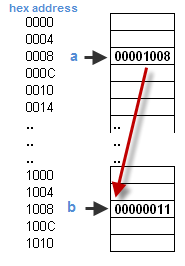
Wskaźnik a wskazuje na miejsce w pamięci zmiennej b – czyli wartością a jest adres b (wszystkie wartości przedstawione są w systemie szesnastkowym)

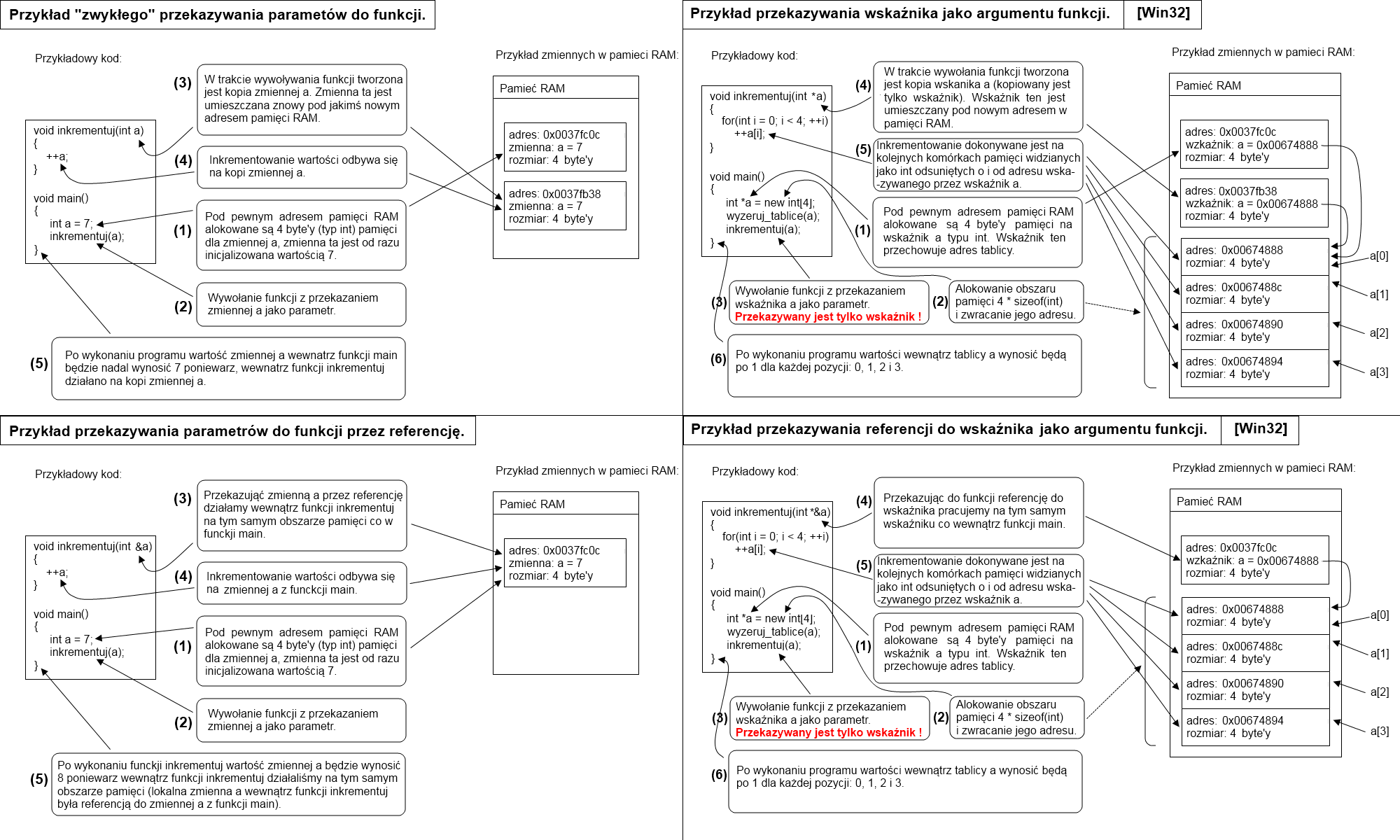
Porównanie referencji i wskaźnika

W językach programowania pozwalających na bezpośredni dostęp do pamięci (jak np. Język asemblera, C, C++, Cyclone) pamięć jest reprezentowana jako jednowymiarowa tablica bajtów – wszystkie zmienne (statyczne i dynamiczne) są umieszczane w tej „tablicy”.
Wskaźnik jest indeksem do tej tablicy – najczęściej ów indeks jest jednocześnie logicznym adresem. Zwykle istnieje też specjalny symbol, który określa wskazanie jako puste. W językach C, Cyclone jest to NULL, w C++ nullptr, w Pascalu nil. Wskaźnik taki nie wskazuje na nic (konkretnie: jego wartość liczbowa jako adresu jest równa 0), gdyż w nowoczesnych systemach operacyjnych żaden proces nie ma dostępu do komórki pamięci o adresie 0, stąd też jest ona wykorzystywana do oznaczenia wskazania do niczego. Wartość ta służy np. do oznaczania końca listy jednokierunkowej, liści drzewa binarnego itp.
W nowszych językach takich jak Java czy C# zamiast wskaźników używa się ulepszonej formy referencji, które nigdy nie mogą wskazywać na przypadkowy adres pamięci, mogą jedynie wskazywać na rzeczywisty obiekt lub mieć wartość null. Eliminuje to całą kategorię błędów wynikających z próby interpretacji przypadkowego fragmentu pamięci jako obszaru zawierającego konkretne, użyteczne dane. Nie dają one jednak pełnej kontroli nad pamięcią i uniemożliwiają wykorzystanie wskaźników do szybkiego poruszania się po tablicy.

## Definicja  wskaźnika na obiekt lub (prostą) zmienną
W językach C/C++ definicja wskaźnika jest instrukcją składającą się z nazwy typu zmiennej, znaku * (używanego też w innym kontekście jako operator wyłuskania) i identyfikatora nowo tworzonego wskaźnika:
```
TYP
 
*
 
zmienna
;

```

Przykłady:
```
int
*
    
p
;
  
// 'p' jest zmienną wskaźnikową przechowującą adres liczby typu 'int'

double
*
 
q
;
  
// 'q' jest zmienną wskaźnikową przechowującą adres liczby typu 'double'

struct
 
X
;
   
// deklaracja struktury

X
*
 
pp
;
      
// definicja wskaźnika na obiekt/strukturę typu X

```

W języku C tradycyjnie znak * umieszcza się tuż przy nazwie zmiennej (co uwypukla nazwę typu, na który wskazuje wskaźnik); w C++ tuż przy nazwie typu (co uwypukla nazwę zmiennej i jej typ). Obydwie możliwości są jednak poprawne dla każdego z tych języków.
```
int
 
*
p
;
     
// zapis w stylu języka C

int
*
 
p
;
     
// ta sama instrukcja w stylu języka C++

```

W przypadku definiowania kilku zmiennych w jednej linii, wskaźnikami są tylko te, przy których postawiony został znak *:
```
int
 
*
a
,
 
*
b
,
 
c
;
 
//a, b - wskaźniki na typ int, c - zmienna typu int

```

## Operator pobrania adresu
Każda zmienna/obiekt posiada jednoznaczny adres. W językach C i C++ adres ten można pobrać przy pomocy operatora &
```
int
 
*
w
;
     
/* 'w' jest wskaźnikiem na zmienną typu int */

int
 
a
 
=
 
5
;

int
 
b
 
=
 
5
;

w
 
=
 
&
a
;
     
/* wskaźnik 'w' wskazuje teraz na obszar

               pamięci zajmowany przez zmienną 'a' */

w
 
=
 
&
b
;
     
/* a teraz 'w' wskazuje na zmienną 'b' */

```

### Własnoręczne wpisywanie adresu oraz operacje na wskaźnikach (C/C++)
Skoro można pobrać adres zmiennych, to można też wpisać go własnoręcznie:
```
typ_danych
 
*
wskaźnik
 
=
 
(
typ_danych
*
)
 
0x556677
;
 
// Dowolny adres w pamięci

```

Można robić także operacje arytmetyczne:
```
wskaźnik
 
=
 
0x556677
 
+
 
0x4
;

```

Uwaga: operacje na adresach typu + - += -= ++ -- zmieniają adres o: 
```
liczba
 
*
 
sizeof
(
typ_danych
)
 
// Dla + - += -=

sizeof
(
typ_danych
)
 
// Dla ++ --

```

, np. (long*)(adres) ++ = (void*)(adres) + 4, (char*)(adres) ++ = (void*)(adres)+1 i (int*)(adres) + 5 = (void*)(adres) + 5*4 = (void*)(adres) + 20.

## Wyłuskanie wskaźnika
Obszar wskazywany przez wskaźnik na TYP można interpretować jako zmienną (obiekt) typu TYP. Do odczytywania tej zmiennej służy operator *. Operację pobrania danych za pośrednictwem wskaźnika zwie się wyłuskiwaniem (ang. dereferencing)  lub adresowaniem pośrednim (ang. indirection)
```
int
 
*
w
;
       
/* wskaźnik na zmienną typu int */

int
  
a
 
=
 
100
;

int
  
b
;

w
 
=
 
&
a
;
       
/* wskaźnik 'w' wskazuje na zmienną typu int 'a' */

b
 
=
 
*
w
;
       
/* przypisz zmiennej 'b' wartość spod adresu wskazywanego

                 przez 'w'; teraz 'b' równe jest 100  */

```

## Rzutowanie wskaźnika
Ponieważ formalnie wskaźnik pokazuje na obszar pamięci, można dowolnie interpretować zawartość tej pamięci. Jest to pewne uogólnienie, które może powodować błędy. Rzutowaniem nazywa się operację wymuszającą interpretację danego wskazania jako określonego typu danych, np.
```
char
*
 
wiki
 
=
 
"Wikipedia"
;

printf
(
"Adres %d interpreterowany jako
\n
"
,
 
(
unsigned
 
int
)
wiki
);

printf
(
"* łańcuch znaków: %s
\n
"
,
 
wiki
);

printf
(
"* znak: %c
\n
"
,
 
*
(
char
*
)
wiki
);

printf
(
"* wartość całkowita ze znakiem: %d
\n
"
,
  
*
(
int
*
)
wiki
);

printf
(
"* wartość całkowita bez znaku: %d
\n
"
,
  
*
(
unsigned
 
int
*
)
wiki
);

```

I przykładowy wynik działania programu:
```
Adres 134514016 interpretowany jako
* łańcuch znaków: Wikipedia
* znak: W
* wartość całkowita ze znakiem: 1768646999
* wartość całkowita bez znaku: 1768646999

```

### Problemy podczas rzutowania
O ile takie rzutowanie np.: z typu long double* na typ char* jest bezpieczne, o tyle rzutowanie z char* na long double* może już takowe nie być:
```
long
 
double
 
c
 
=
 
0.0
;

char
 
d
 
=
 
'x'
;

long
 
double
*
 
wsk1LongDouble
 
=
 
&
c
;

d
 
=
 
*
(
char
*
)
wsk1LongDouble
;
 
// bezpiecznie

char
*
 
wskChar
 
=
 
&
d
;

c
 
=
 
*
(
long
 
double
*
)
wskChar
;
 
// niebezpieczne

```

Jest to spowodowane tym, że rozmiar zmiennej typu char wynosi 1 bajt (jest to pewne uproszczenie, ale dla potrzeb przykładu wystarczy), podczas gdy zmiennej typu long double wynosi 8 bajtów. W momencie dereferencji zrzutowanego wskaźnika, wskazującego na wartość jedno bajtową, nastąpi próba odczytania wartości long double, czyli 8 bajtów, które znajdują się być może w obszarze pamięci, który nie został przydzielony programowi przez system operacyjny. Podobna sytuacja ma miejsce podczas rzutowania w dół.

### Rzutowanie w dół
Przykład w języku C++:
```
class
 
Bazowa
 
{

  
public
:

    
int
 
x
;

};

class
 
Pochodna
 
:
 
public
 
Bazowa
 
{

  
public
:

    
int
 
y
;

};

void
 
fun1
(
 
Bazowa
&
 
obiekt
 
)
 
{

  
obiekt
.
x
 
=
 
5
;

}

void
 
fun2
(
 
Pochodna
&
 
obiekt
 
)
 
{

  
obiekt
.
y
 
=
 
5
;

}

int
 
main
()
 
{

  
Bazowa
 
obiektBazowy
;
     
// deklaracja obiektu klasy Bazowa

  
Pochodna
 
obiektPochodny
;
 
// deklaracja obiektu klasy Pochodna

  
Bazowa
*
 
wskBazowa
 
=
 
&
obiektBazowy
;

  
Pochodna
*
 
wskPochodna
 
=
 
&
obiektPochodny
;

  
fun1
(
 
obiektPochodny
 
);
 
// ok

  
fun1
(
 
*
wskPochodna
 
);
 
// ok

  
fun2
(
 
*
((
Pochodna
*
)
wskBazowa
)
 
);
 
// nie ok!!

}

```

Możliwa jest konwersja standardowa obiektu typu pochodnego na typ bazowy. Zarówno obiekt bazowy, jak i pochodny posiadają w swojej strukturze pole x. Problem może się pojawić podczas konwersji w drugą stronę: z typu bazowego na typ pochodny (w tym wypadku musi być ona jawna). Obiekt klasy bazowej nie posiada w swojej strukturze pola y (jest mniejszy z punktu widzenia rozmiaru) stąd też wskazanie w funkcji void fun2( Pochodna& ) obiekt.y = 5; będzie wskazywało poza obszar zajmowany przez obiekt klasy bazowej, co może naruszyć ochronę pamięci.
Pomimo tego czasem celowo rzutuje się w dół, lecz należy dbać o bezpieczeństwo takiego rzutowania.

## Wskaźnik void
Wskaźnik void(ang. Void pointer) to Wskaźnik bez określonego typu danych. Może przechowywać adres dowolnego typu i być rzutowany na dowolny typ.
```
int
 
a
 
=
 
256
;

char
 
b
 
=
 
'c'
;

void
*
 
ptr
 
=
 
&
a
;
 
//ptr przechowuje adres zmiennej a

ptr
 
=
 
&
b
;
 
//ptr przechowuje adres zmiennej b

```

Wskaźnik void nie może być dereferencjonowany ponieważ nie posiada informacji ile miejsca w pamięci powinna zajmować wartość danej zmiennej.
```
#include
 
<stdio.h>

int
 
main
(){

    
int
 
a
 
=
 
8
;

    
void
*
 
ptr
 
=
 
&
a
;

    
printf
(
"%d"
,
 
*
ptr
);

    
return
 
0
;

}

```

Z tego powodu rezultatem próby wypisania w linijce 5 wartości wskazywanej przez wskaźnik void będzie poniższy błąd kompilatora:
```
Compiler Error: 'void*' is not a pointer-to-object type
```

Przy wypisywaniu wartości wskazywanej przez wskaźnik void należy rzutować ją na odpowiedni typ
```
#include
 
<stdio.h>

int
 
main
(){

    
int
 
a
 
=
 
8
;

    
void
*
 
ptr
 
=
 
&
a
;

    

    
printf
(
"%d"
,
 
*
(
int
*
)
ptr
);
 
//Wskaźnik ptr jest rzutowany na wskaźnik typu int przy wypisywaniu

    
return
 
0
;

}

```

W tym przypadku ponieważ wskaźnik typu void jest rzutowany na wskaźnik typu int posiada on informację ile miejsca w pamięci powinna zająć wartość wskazywana. 

## Wskaźniki w Assembly x86
Wskaźniki w asemblerze działają podobnie. Aby przeprowadzić dereferencję należy najpierw zapisać adres w rejestrze:
```
; intel

mov
 
eax
,
 
adres
 
; Zapisz adres do rejestru eax

mov
 
eax
,
 
dword
 
ptr
 
[
eax
]
 
; Zapisz do rejestru eax wartość 4 bajtową z adresu w eax

; at&t

movl
 
adres
,
 
%eax
 
; Zapisz adres do eax

movl
 
(
%eax
),
 
eax
 
; Zapisz do eax wartość *(dword*)adres

```

Można też robić arytmetykę:
```
; intel

mov
 
eax
,
 
dword
 
ptr
 
[
eax
+
5
+
edx
*
4
]
 
; eax <- *(dword*)((void*)(eax) + 5 + (void*)(edx)*4)

; at&t

movl
 
5
(
%eax
,
%edx
,
4
),
 
%eax
 
; to samo w składni at&t

```

### obliczanie z użyciem działań na adresach
W asm x86 jest instrukcja, która pozwala na obliczenie adresu i zapisanie go do rejestru. Jest nią lea:
```
; intel

lea
 
eax
,
 
dword
 
ptr
 
[
eax
 
*
 
4
 
+
 
ecx
]
 
; eax <- eax * 4 + ecx

; at&t

leal
 
(
%ecx
,
 
%eax
,
 
4
),
 
%eax

```

lea to jedyna instrukcja w x86, która nie pobiera wartości z adresu po wpisaniu wyrażenia dereferencji adresu.